# De keuken van de meester
De Keuken van de Meester was een Vlaams televisieprogramma, uitgezonden in het voorjaar van 2011. In dit programma ging sterrenchef Peter Goossens op zoek naar een sous-chef om bij hem te komen werken in zijn restaurant Hof Van Cleve. Het programma was gebaseerd op Hell's Kitchen met Gordon Ramsay.
Voor de opnames van het programma werd een restaurant nagebouwd op de oude fabrieksplaats van ACEC aan het Dok Noord in Gent.

## Trivia
- Oorspronkelijk heette het programma "Goossens zoekt chef", maar omdat er van de BBC het woord "keuken" in moest komen, werd de titel veranderd.[2]
- De editie 2011 is gewonnen door Glenn, een 18-jarige student die bijna afstudeert. hij wint dus de stage in Het hof van Cleve en de 25 000 euro